# Hypoxystis jacobaearia
Hypoxystis jacobaearia är en fjärilsart som beskrevs av Moritz Balthasar Borkhausen 1794. Hypoxystis jacobaearia ingår i släktet Hypoxystis och familjen mätare. Inga underarter finns listade i Catalogue of Life.